# Канифольный (Красноярский край)
Канифольный—поселок в Нижнеингашском районе Красноярского края, административный центр  Канифольнинского сельсовета.

## География
Находится на расстоянии примерно 46 километра на северо-восток от районного центра поселка Нижний Ингаш у одноименной железнодорожной линии Решеты-Карабула.

## Климат
Климат резко континентальный с продолжительной суровой, малоснежной  зимой  и  коротким жарким  летом.  Среднегодовая  температура воздуха составляет 0-5  градусов. На  территории района преобладают ветры юго-западного направления.  Вегетационный период -146 дней.  Среднегодовое  количество  осадков  - около 494 мм,  наибольшее количество их  выпадает  в  летний  период. Устойчивый  снежный  покров  устанавливается во второй половине октября,  а  сходит  в  апреле.  

## История
Поселок основан летом 1951 года при строительстве Решотинского канифольного завода.  Завод был пущен в эксплуатацию в 1964 году. Численность коллектива составляла около 600 человек. Завод был закрыт по причине банкротства в 1998 году. В поселке остались учреждения социальной сферы.

## Население
Постоянное население  1430 человек в 2002 году (96% русские) ,  1310 человек в 2010 году.